# Friedrich August Neide
Friedrich August Neide (* 24. August 1781 in Magdeburg; † 28. Februar 1851 ebenda) war ein deutscher Arzt.

## Biografie
Er war der älteste Sohn von Johann Georg Christoph Neide, studierte ab 1801 in Halle (Saale) Medizin und promovierte im Jahr 1805. Im selben Jahr heiratete er Maria Neide. Im Mai 1806 wurde er zum Stadtphysikus berufen und wirkte in seiner Heimatstadt als Armenarzt, leitender Arzt des Stadtkrankenhauses, später der Irrenanstalt und als Gefängnisarzt, war Hebammenlehrer und Lehrer eines anatomisch-chirurgischen Auditoriums, auch Mitglied einer Freimaurerloge. Aus seiner Ehe gingen sieben Kinder hervor, als jüngster Sohn der spätere königlich-preußische Gartenbaudirektor Eduard Neide (1818–1883). Zumindest in den 1810er Jahren lebte Neide an der Adresse Schwerdfegerstraße 20, in den 1820er Jahren in der Stephansbrücke 1.
Er hat Manuskripte z. B. über den Entwurf eines neuen Krankenhauses für Magdeburg (1816) und eine Beschreibung der Zustände in der Städtischen Irrenanstalt (1841) hinterlassen. Sein Engagement in der ärztlichen Versorgung der Bevölkerung wurde von Seiten der Stadt kaum gewürdigt.